# Toholji
Toholji (cyr. Тохољи) – wieś w Bośni i Hercegowinie, w Republice Serbskiej, w gminie Foča. W 2013 roku liczyła 14 mieszkańców.